# Bernhard Förster
Bernhard Förster (Delitzsch, Saxônia, 31 de março de 1843 – San Bernardino, Paraguai, 3 de junho de 1889) foi um professor, político e escritor alemão do século XIX, evidentemente antissemita, que chamava os judeus de "parasitas do povo alemão".
Casou-se com Elisabeth Förster-Nietzsche, irmã de Friedrich Wilhelm Nietzsche. Depois do fracasso de sua colônia no Paraguai, "Nueva Germania", se suicida com uma combinação de morfina e estricnina em 3 de Junho de 1889.